# Ali Khalif Galaid
Ali Khalif Galaydh (somali: Cali Khaliif Galayr) (Las Anod, 15 d'octubre de 1930 – Jijiga, 8 d'octubre de 2020) fou un polític de Somàlia i membre del subclan dels darod.
Va estudiar a Somàlia i a l'estranger i es va dedicar a l'ensenyament, com a professor d'universitat. Va tenir un càrrec al ministeri de l'Interior al darrer govern democràtic de Somàlia (1967-1969). Després es va dedicar als negocis i va dirigir grans empreses de sucre. Als anys vuitanta fou ministre d'Indústria amb Siad Barre. Va abandonar Mogadiscio el 1982 quan es va produir la revolta majeerteen i issaq. Del 1989 al 1996 va ensenyar a la Universitat de Syracuse als Estats Units. El 1991 va viatjar a Burao per assistir a l'assemblea de clans que va proclamar la independència de Somalilàndia el 18 de maig. Juntament amb la seva dona va desenvolupar una empresa de telecomunicacions a Dubai, que va donar treball a tres mil somalis. Després va viure a Djibouti on va participar en les negociacions que van portar a la formació del Govern Nacional de Transició.
El 8 d'octubre del 2000 el president del Govern Nacional de Transició Abdiqasim Salad Hassan el va nomenar com a primer ministre. El president i el primer ministre van fer una entrada triomfal a Mogadiscio el 14 d'octubre de 2000 escortats per un miler de milicians armats posats al seu servei per les faccions que donaven suport al procés d'Arta (Djibouti) i per empresaris i caps religiosos. El dia 15 va nomenar el seu govern en el qual Abdullahi Baqor Musa (el sultà tradicional dels majeerteen) era ministre de defensa, Dahir Shaykh Muhammad era ministre de l'Interior i Sayid Shaykh Dahir era ministre de Finances.
Per un afer de suposada corrupció amb diners italians va perdre la confiança dels membres de l'assemblea. Aquesta va passar una moció en què se li retirava la confiança i se'l obligava a dimitir el 28 d'octubre del 2001. Osman Jama Ali va ocupar interinament el càrrec.
Va tornar als Estats Units, i visqué a Shoreview, Minnesota. Va fer classes d'economia al tercer món a l'Institut Hubert H. Humphrey.